# The Best of Scorpions
The Best of Scorpions ist das erste Kompilationsalbum der deutschen Hard-Rock-Band Scorpions aus dem Jahr 1979.

## Inhalt
Das Album enthält Lieder der Scorpionsalben zwischen Fly to the Rainbow und Taken by Force. Es enthält keine Songs aus ihrem Debütalbum, Lonesome Crow. Zu erwähnen ist auch, dass die japanische Edition dieses Albums die ursprüngliche Version von The Sails von Charon mit einer Länge von 5:16 Minuten enthält. Andere Ausgaben einschließlich der deutschen Ausgabe und der US-Versionen verfügen über eine bearbeitete, kürzere Version mit einer Länge von 4:24 Minuten.

## Gestaltung
Auf der ursprünglichen deutschen Ausgabe ist das Gesäß eines jungen Mädchens zu sehen, auf dem ein Skorpion zu sehen ist. Die US-Re-Release-Version des Covers zeigt ein Bild eines Mannes, der eine Lederjacke und eine silberne Skorpion-Halskette trägt. Die japanische Edition verfügt über ein alternatives Cover, es zeigt das nackte Gesäß einer Frau, dem sich ein Skorpion in einer Seifenblase nähert.

## Rezeption
Barry Weber von Allmusic.com schrieb, man solle keinesfalls denken, das Album sei nur für „Diehard“-Fans. Die Musik sei ziemlich erfreulich. Er vergab viereinhalb von fünf Sternen.

## Titelliste

### A-Seite
1. Steamrock Fever (aus dem Album Taken by Force) (3:35)
2. Pictured Life (aus dem Album Virgin Killer) (3:23)
3. Robot Man (aus dem Album In Trance) (2:42)
4. Backstage Queen (aus dem Album Virgin Killer) (3:12)
5. Speedy’s Coming (aus dem Album Fly to the Rainbow) (3:35)
6. Hell Cat (aus dem Album Virgin Killer) (2:54)

### B-Seite
1. He’s a Woman, She’s a Man (aus dem Album Taken by Force) (3:14)
2. In Trance (aus dem Album In Trance) (4:43)
3. Dark Lady (aus dem Album In Trance) (3:25)
4. The Sails of Charon (aus dem Album Taken by Force) (4:24)
5. Virgin Killer (aus dem Album Virgin Killer) (3:41)

## Chartplatzierungen
| ChartsChartplatzierungen       | Höchstplatzierung | Wochen |
| ------------------------------ | ----------------- | ------ |
| Vereinigte Staaten (Billboard) | 180 (4 Wo.)       | 4      |